# Liga Premier de Bangladés 2018-19
La temporada 2018-19 de la Liga Premier de Bangladés, fue la undécima edición del torneo de liga de fútbol de dicho país, iniciando en enero y finalizando en agosto de 2019.

## Sistema de competición
Los trece equipos jugarán un torneo de todos contra todos, por lo que cada club juega frente a los rivales dos veces, una como local y otra como visitante. Dado que el número de participantes es impar, por cada fecha habrá un equipo que estará libre. Por lo tanto, se jugará un total de 312 partidos, con 24 compromisos desarrollados por cada equipo.

## Equipos participantes
Para esta temporada, trece equipos disputarán el torneo, donde se tienen como novedades los ascensos de los clubes Bashundhara Kings y NofeL, provenientes de la segunda categoría. Al término de la temporada anterior, el Farashganj fue el que descendió luego de culminar en el último lugar.

### Ascensos y descensos
| Pos. | Descendidos de la Liga Premier de Bangladés 2017-18 |
| ---- | --------------------------------------------------- |
| 12.º | Farashganj S. C.                                    |

| Pos. | Ascendidos de la Bangladesh Championship League 2017 |
| ---- | ---------------------------------------------------- |
| 1.º  | Bashundhara Kings                                    |
| 2.º  | NofeL S. C.                                          |

### Estadios y ciudades
| Club                      | Ciudad     | Estadio                          | Capacidad |
| ------------------------- | ---------- | -------------------------------- | --------- |
| Arambagh KS               | Mymensingh | Mymensingh Stadium               | 12,000    |
| Bashundhara Kings         | Nilphamari | Sheikh Kamal Stadium             | 20,000    |
| Brothers Union            | Daca       | Bangabandhu National Stadium     | 36,000    |
| Chittagong Abahani Ltd.   | Daca       | Bangabandhu National Stadium     | 36,000    |
| Abahani Limited Dhaka     | Daca       | Bangabandhu National Stadium     | 36,000    |
| Mohammedan S. C. Dhaka    | Daca       | Bangabandhu National Stadium     | 36,000    |
| Sheikh Jamal              | Daca       | Bangabandhu National Stadium     | 36,000    |
| Muktijoddha Sangsad K. C. | Gopalganj  | Sheikh Fazlul Haque Mani Stadium | 5,000     |
| NoFeL S. C.               | Noakhali   | Shaheed Bulu Stadium             | 10,000    |
| Rahmatganj MFS            | Daca       | Bangabandhu National Stadium     | 36,000    |
| Saif S. C.                | Mymensingh | Mymensingh Stadium               | 12,000    |
| Sheikh Russel KC          | Sylhet     | Sylhet District Stadium          | 25,000    |
| Team BJMC                 | Noakhali   | Shaheed Bulu Stadium             | 10,000    |

### Cuerpo técnico y uniformes
| Equipo                    | Entrenador            | Capitán              | Patrocinador                      | Kit   |
| ------------------------- | --------------------- | -------------------- | --------------------------------- | ----- |
| Arambagh KS               | Maruful Haque         | Robiul Hasan         |                                   |       |
| Bashundhara Kings         | Óscar Bruzón          | Daniel Colindres     | Bashundhara Group                 |       |
| Brothers Union            | Mohidur Rahman        | Emrul Hasan          | Biswas Builders Limited & NovoAir |       |
| Chittagong Abahani Ltd.   | Zulfiker Mahmud Mintu | Monaem Khan Raju     | Saif Power Battery                |       |
| Abahani Limited Dhaka     | Mário Lemos           | Shahidul Alam Sohel  |                                   | FBT   |
| Mohammedan S. C. Dhaka    | Sean Lane             | Jahid Hasan Ameli    | K–Sports                          |       |
| Sheikh Jamal              | Shafiqul Islam Manik  | Solomon King Kanform | A4 Bashundhara Paper              |       |
| Muktijoddha Sangsad K. C. | Abdul Qaium Sentu     | Anik Ahmed           |                                   |       |
| NoFeL S. C.               | Kamal Babu            | Monsur Alam          | Saif Power Battery                |       |
| Rahmatganj MFS            | Syed Golam Jilani     | Monday Osagie        | Tiger Cement                      |       |
| Saif S. C.                | Johnny McKinstry      | Jamal Bhuyan         | Saif Power Battery                |       |
| Sheikh Russel KC          | Saiful Bari Titu      | Ashraful Islam Rana  | Bashundhara Cement                | Cosco |
| Team BJMC                 | Jahidul Islam Milon   | Samson Iliasu        |                                   |       |

### Cambios de entrenadores
| Equipo           | Entrenador saliente | Tipo de salida  | Fecha de vacante      | Jornada | Posición en tabla | Entrenador entrante  | Fecha de asignación |
| ---------------- | ------------------- | --------------- | --------------------- | ------- | ----------------- | -------------------- | ------------------- |
| Mohammedan Dhaka | Ali Asgar Nasir     | Despido         | 16 de febrero de 2019 | 6       | 11                | Sean Lane            | 4 de abril de 2019  |
| Sheikh Jamal     | Joseph Afusi        | Fin de contrato | 29 de abril de 2019   | 13      | 7                 | Shafiqul Islam Manik | 1 de mayo de 2019   |
| Brothers Union   | Syed Nayeemuddin    | –               | –                     | 13      | 11                | Mohidur Rahman       | –                   |

## Clasificación
| Pos. | Equipo                    | Pts. | PJ | G  | E  | P  | GF | GC | Dif. |                                                        |
| ---- | ------------------------- | ---- | -- | -- | -- | -- | -- | -- | ---- | ------------------------------------------------------ |
| 1    | Bashundhara Kings         | 63   | 24 | 20 | 3  | 1  | 54 | 14 | +40  | Clasificado para la fase de grupos de la Copa AFC 2020 |
| 2    | Abahani Limited Dhaka     | 58   | 24 | 19 | 1  | 4  | 60 | 28 | +32  |                                                        |
| 3    | Sheikh Russel KC          | 52   | 24 | 16 | 4  | 4  | 43 | 20 | +23  |                                                        |
| 4    | Saif S. C.                | 47   | 24 | 14 | 5  | 5  | 40 | 24 | +16  |                                                        |
| 5    | Arambagh KS               | 33   | 24 | 10 | 3  | 11 | 33 | 32 | +1   |                                                        |
| 6    | Sheikh Jamal              | 28   | 24 | 7  | 7  | 10 | 31 | 37 | −6   |                                                        |
| 7    | Muktijoddha Sangsad K. C. | 26   | 24 | 6  | 8  | 10 | 26 | 38 | −12  |                                                        |
| 8    | Chittagong Abahani Ltd.   | 25   | 24 | 5  | 10 | 9  | 22 | 26 | −4   |                                                        |
| 9    | Mohammedan S. C. Dhaka    | 25   | 24 | 6  | 7  | 11 | 31 | 40 | −9   |                                                        |
| 10   | Rahmatganj MFS            | 22   | 24 | 4  | 10 | 10 | 34 | 53 | −19  |                                                        |
| 11   | Brothers Union            | 21   | 24 | 5  | 6  | 13 | 28 | 49 | −21  |                                                        |
| 12   | NoFeL S. C.               | 20   | 24 | 5  | 5  | 14 | 23 | 42 | −19  | Descenso a Bangladesh Championship League              |
| 13   | Team BJMC                 | 11   | 24 | 2  | 5  | 17 | 14 | 36 | −22  | Descenso a Bangladesh Championship League              |

Actualizado a los partidos jugados el 3 de agosto de 2019.
 Fuente: BFF
|                           |
| Campeón Bashundhara Kings |
| 1.er título               |

### Evolución en la clasificación
| Equipo        | 1  | 2  | 3  | 4  | 5  | 6  | 7  | 8  | 9  | 10 | 11 | 12 | 13 | 14 | 15 | 16 | 17 | 18 | 19 | 20 | 21 | 22 | 23 | 24 | 25 | 26 |
| ------------- | -- | -- | -- | -- | -- | -- | -- | -- | -- | -- | -- | -- | -- | -- | -- | -- | -- | -- | -- | -- | -- | -- | -- | -- | -- | -- |
| Arambagh      | 11 | 5  | 2  | 3  | 5  | 6  | 5  | 5  | 5  | 5  | 5  | 5  | 5  | 5  | 5  | 5  | 5  | 5  | 5  | 5  | 5  | 5  | 5  | 5  | 5  | 5  |
| Kings         | 5  | 1  | 1  | 1  | 1  | 1  | 2  | 1  | 1  | 1  | 1  | 1  | 1  | 1  | 1  | 1  | 1  | 1  | 1  | 1  | 1  | 1  | 1  | 1  | 1  | 1  |
| Brothers      | 7  | 10 | 7  | 9  | 9  | 9  | 12 | 13 | 13 | 13 | 12 | 12 | 11 | 12 | 12 | 12 | 12 | 12 | 12 | 12 | 11 | 12 | 11 | 11 | 10 | 11 |
| Ctg Abahani   | 4  | 4  | 6  | 7  | 6  | 7  | 7  | 8  | 8  | 8  | 8  | 7  | 8  | 7  | 6  | 7  | 7  | 7  | 6  | 6  | 7  | 7  | 7  | 7  | 8  | 8  |
| Abahani       | 1  | 8  | 5  | 4  | 2  | 2  | 1  | 2  | 2  | 2  | 2  | 2  | 2  | 2  | 2  | 2  | 2  | 2  | 2  | 2  | 2  | 2  | 2  | 2  | 2  | 2  |
| Mohammedan    | 2  | 7  | 9  | 10 | 11 | 11 | 10 | 10 | 11 | 11 | 11 | 11 | 12 | 11 | 10 | 10 | 10 | 11 | 11 | 9  | 9  | 9  | 9  | 8  | 9  | 9  |
| Sheikh Jamal  | 13 | 13 | 12 | 8  | 7  | 5  | 6  | 6  | 6  | 7  | 7  | 8  | 7  | 8  | 8  | 6  | 6  | 6  | 7  | 7  | 6  | 6  | 6  | 6  | 6  | 6  |
| Muktijoddha   | 12 | 6  | 8  | 6  | 8  | 8  | 8  | 7  | 7  | 6  | 6  | 6  | 6  | 6  | 7  | 8  | 8  | 8  | 8  | 8  | 8  | 8  | 8  | 9  | 7  | 7  |
| NoFeL         | 8  | 11 | 13 | 13 | 12 | 12 | 13 | 9  | 10 | 9  | 10 | 10 | 10 | 10 | 11 | 11 | 11 | 10 | 9  | 10 | 10 | 11 | 12 | 12 | 12 | 12 |
| Rahmatganj    | 9  | 9  | 10 | 11 | 10 | 10 | 9  | 11 | 9  | 10 | 9  | 9  | 9  | 9  | 9  | 9  | 9  | 9  | 10 | 11 | 12 | 10 | 10 | 10 | 11 | 10 |
| Saif          | 3  | 3  | 4  | 5  | 4  | 4  | 4  | 4  | 4  | 4  | 4  | 4  | 4  | 4  | 4  | 4  | 4  | 3  | 3  | 4  | 4  | 4  | 4  | 4  | 4  | 4  |
| Sheikh Russel | 6  | 2  | 3  | 2  | 3  | 3  | 3  | 3  | 3  | 3  | 3  | 3  | 3  | 3  | 3  | 3  | 3  | 4  | 4  | 3  | 3  | 3  | 3  | 3  | 3  | 3  |
| BJMC          | 10 | 12 | 11 | 12 | 13 | 13 | 11 | 12 | 12 | 12 | 13 | 13 | 13 | 13 | 13 | 13 | 13 | 13 | 13 | 13 | 13 | 13 | 13 | 13 | 13 | 13 |

## Estadísticas

### Máximos goleadores
Lista con los goleadores de la temporada.
|           | Jugador                    | Equipo                    | Goles |
| --------- | -------------------------- | ------------------------- | ----- |
| 1         | Raphael Odovin Onwrebe     | Sheikh Russel KC          | 22    |
| 2         | Sunday Chizoba             | Abahani Limited Dhaka     | 20    |
| 3         | Nabib Newaj Jibon          | Abahani Limited Dhaka     | 17    |
| 4         | Marcos Vinícius            | Bashundhara Kings         | 14    |
| 5         | Siyo Zunapio               | Rahmatganj MFS            | 13    |
| 6         | Ismael Bangoura            | NoFeL S. C.               | 12    |
| 7         | Motin Mia                  | Bashundhara Kings         | 11    |
| 7         | Deiner Córdoba             | Saif S. C.                | 11    |
| 7         | Ballo Famoussa             | Muktijoddha Sangsad K. C. | 11    |
| 7         | Daniel Colindres           | Bashundhara Kings         | 11    |
| 11        | Solomon King Kanform       | Sheikh Jamal              | 9     |
| 11        | Paul Emile Biyaga          | Arambagh KS               | 9     |
| 13        | Souleymane Diabate         | Mohammedan S. C. Dhaka    | 8     |
| 13        | Mannaf Rabby               | Brothers Union            | 8     |
| 15        | Zahid Hossain              | Arambagh KS               | 7     |
| 15        | Arifur Rahman              | Arambagh KS               | 7     |
| 15        | Toklis Ahmed               | Mohammedan S. C. Dhaka    | 7     |
| 15        | Yusuke Kato                | Muktijoddha Sangsad K. C. | 7     |
| 15        | Bakhtiyar Duyshobekov      | Bashundhara Kings         | 7     |
| 15        | Kingsley Chigozie          | Chittagong Abahani Ltd.   | 7     |
| 15        | Matthew Chinedu            | Arambagh KS               | 7     |
| 22        | Denis Bolshakov            | Saif S. C.                | 6     |
| 22        | Momodou Bah                | Chittagong Abahani Ltd.   | 6     |
| 22        | James Moga                 | Brothers Union            | 6     |
| 22        | Otabek Valijonov           | Team BJMC                 | 6     |
| 26        | Jewel Rana                 | Abahani Limited Dhaka     | 5     |
| 26        | Shakhawat Hossain Rony     | Sheikh Jamal              | 5     |
| 26        | Alessandro Celin           | Saif S. C.                | 5     |
| 26        | Emil Sambou                | Sheikh Jamal              | 5     |
| 26        | Landing Darboe             | Mohammedan S. C. Dhaka    | 5     |
| 26        | Alisher Azizov             | Sheikh Russel KC          | 5     |
| 32        | Luciano Araya              | Sheikh Jamal              | 4     |
| 32        | Biplu Ahmed                | Sheikh Russel KC          | 4     |
| 32        | Khandokar Ashraful Islam   | NoFeL S. C.               | 4     |
| 32        | Rakibul Islam              | Rahmatganj MFS            | 4     |
| 32        | Ebou Kanteh                | Sheikh Jamal              | 4     |
| 32        | Kervens Belfort            | Abahani Limited Dhaka     | 4     |
| 32        | Samson Iliasu              | Team BJMC                 | 4     |
| 32        | Otabek Zokirov             | Saif S. C.                | 4     |
| 40        | Mehadi Hassan Royel        | Muktijoddha Sangsad K. C. | 3     |
| 40        | Faysal Ahmed               | Rahmatganj MFS            | 3     |
| 40        | Nasiruddin Chowdhury       | Bashundhara Kings         | 3     |
| 40        | Rahim Uddin                | Saif S. C.                | 3     |
| 40        | Sohel Mia                  | Chittagong Abahani Ltd.   | 3     |
| 40        | Sohel Rana                 | Rahmatganj MFS            | 3     |
| 40        | Leonardo Vieira Lima       | Brothers Union            | 3     |
| 40        | Eleta Kingsley             | Team BJMC                 | 3     |
| 40        | Magalam Awala              | Chittagong Abahani Ltd.   | 3     |
| 40        | Ndukaku Alison             | Sheikh Russel KC          | 3     |
| 40        | Valeriy Hryshyn            | Sheikh Russel KC          | 3     |
| 51        | Ariful Islam Shanto        | Brothers Union            | 2     |
| 51        | Enamul Islam               | Rahmatganj MFS            | 2     |
| 51        | Foysal Ahmed Fahim         | Saif S. C.                | 2     |
| 51        | Faisal Ahmed Shitol        | Abahani Limited Dhaka     | 2     |
| 51        | Farhad Mona                | NoFeL S. C.               | 2     |
| 51        | Habibur Rahman Sohag       | Mohammedan S. C. Dhaka    | 2     |
| 51        | Jakir Hossain Ziku         | Sheikh Jamal              | 2     |
| 51        | Jamal Bhuyan               | Saif S. C.                | 2     |
| 51        | Jamir Uddin                | NoFeL S. C.               | 2     |
| 51        | Kamrul Islam               | NoFeL S. C.               | 2     |
| 51        | Kawsar Ali Rabbi           | Mohammedan S. C. Dhaka    | 2     |
| 51        | Khalekurzaman Sabuj        | Sheikh Russel KC          | 2     |
| 51        | Mamunul Islam              | Abahani Limited Dhaka     | 2     |
| 51        | Minhajul Abedin Ballu      | Brothers Union            | 2     |
| 51        | Sheikh Alamgir Kabir Rana  | Bashundhara Kings         | 2     |
| 51        | Yousuf Sifat               | Mohammedan S. C. Dhaka    | 2     |
| 51        | Masih Saighani             | Abahani Limited Dhaka     | 2     |
| 51        | Alex Rafael                | Sheikh Russel KC          | 2     |
| 51        | Younoussa Camara           | Muktijoddha Sangsad K. C. | 2     |
| 51        | Uryu Nagata                | Mohammedan S. C. Dhaka    | 2     |
| 51        | Monday Osagie              | Rahmatganj MFS            | 2     |
| 72        | Amir Hakim Bappy           | Mohammedan S. C. Dhaka    | 1     |
| 72        | Chowmrin Rakhanie          | Rahmatganj MFS            | 1     |
| 72        | Didarul Alam               | Rahmatganj MFS            | 1     |
| 72        | Didarul Islam              | Chittagong Abahani Ltd.   | 1     |
| 72        | Emon Mahmud                | Bashundhara Kings         | 1     |
| 72        | Habibur Rahman Nolak       | Muktijoddha Sangsad KS    | 1     |
| 72        | Jabed Khan                 | Saif S. C.                | 1     |
| 72        | Jafar Iqbal                | Saif S. C.                | 1     |
| 72        | Jahid Hasan Ameli          | Mohammedan S. C. Dhaka    | 1     |
| 72        | Kawshik Barua              | Chittagong Abahani Ltd.   | 1     |
| 72        | Mamun Miah                 | Abahani Limited Dhaka     | 1     |
| 72        | Mohammad Al Amin           | Team BJMC                 | 1     |
| 72        | Mohammad Ibrahim           | Bashundhara Kings         | 1     |
| 72        | Mohammad Mokaram           | Brothers Union            | 1     |
| 72        | Mostakim Shahriar Shaikh   | Brothers Union            | 1     |
| 72        | Mehebub Hasan Nayan        | Saif S. C.                | 1     |
| 72        | Mohammad Roman             | NoFeL S. C.               | 1     |
| 72        | Mohammad Sohel Rana        | Sheikh Russel KC          | 1     |
| 72        | Naimur Rahman Shahed       | Chittagong Abahani Ltd.   | 1     |
| 72        | Nurul Nayeem Faisal        | Bashundhara Kings         | 1     |
| 72        | Rasel Khan Evan            | Muktijoddha Sangsad K. C. | 1     |
| 72        | Riyadul Hasan Rafi         | Saif S. C.                | 1     |
| 72        | Robiul Hasan               | Arambagh KS               | 1     |
| 72        | Rubel Miya                 | Abahani Limited Dhaka     | 1     |
| 72        | Shahriar Bappy             | Arambagh KS               | 1     |
| 72        | Shajjad Hossain            | Saif S. C.                | 1     |
| 72        | Sohel Rana                 | Abahani Limited Dhaka     | 1     |
| 72        | Sujon Biswas               | Muktijoddha Sangsad KC    | 1     |
| 72        | Sushanto Tripura           | Bashundhara Kings         | 1     |
| 72        | Tawhidul Alam Sabuz        | Bashundhara Kings         | 1     |
| 72        | Topu Barman                | Abahani Limited Dhaka     | 1     |
| 72        | Everton Souza Santos       | Brothers Union            | 1     |
| 72        | Jean Jules Ikanga          | Mohammedan S. C. Dhaka    | 1     |
| 72        | Daniel Tagoe               | Chittagong Abahani Ltd.   | 1     |
| 72        | David Tetteh               | Sheikh Jamal              | 1     |
| 72        | Kingsley Chukwudi Nkurumeh | Arambagh KS               | 1     |
| 72        | Jack Daniels Meza Aguilar  | Brothers Union            | 1     |
| 72        | Ko Min-hyuk                | Abahani Limited Dhaka     | 1     |
| 72        | Park Jae-hyeong            | Brothers Union            | 1     |
| 72        | Park Seung-il              | Saif S. C.                | 1     |
| 72        | Furqat Hasanboev           | Rahmatganj MFS            | 1     |
| Autogoles | Autogoles                  | Autogoles                 | 11    |
| Total     | Total                      | Total                     | 439   |

### Premios y reconocimientos
| Premio                        | Ganador             | Equipo            |
| ----------------------------- | ------------------- | ----------------- |
| Entrenador de la temporada    | Óscar Bruzón        | Bashundhara Kings |
| Jugador de la temporada       | Daniel Colindres    | Bashundhara Kings |
| Portero de la temporada       | Ashraful Islam Rana | Sheikh Russel KC  |
| Jugador joven de la temporada | Robiul Hasan        | Arambagh KS       |